# 李重庵
李重庵（1944年5月—），男，河南洛阳人，中华人民共和国政治人物。

## 生平
1968年，毕业于北京大学力学专业，后供职于兰州炼油厂中学、兰州铁道学院，后任甘肃省教委副主任。1998年，升任甘肃省人民政府副省长。2002年12月19日，民主同盟举行九届一中全会，他当选为民盟中央主席。2007年12月，在民盟十届一中全会上，他出任民盟中央副主席的职务。2009年8月，中华职业教育社第十次全国代表大会召开，他出任中华职业教育社第十届理事会副理事长。